# Antoni Valls Julià
Antoni Valls Julià, natural de Gandesa i instal·lat a Reus en la seva joventut, va ser farmacèutic i alcalde de Reus
Llicenciat en Farmàcia i de família ben situada a Gandesa, va ser un dirigent dretà d'aquella comarca. Durant la República s'afilià a Acción Popular, el partit de Gil Robles. Detingut a primers de 1934 per les seves activitats dretanes, recuperà protagonisme amb la repressió dels fets d'octubre. Amb la derrota de les dretes a les eleccions de 1936, s'apropà a la Falange. El juliol de 1936 era a Madrid, i es va refugiar en una ambaixada, ja afiliat a la Falange. Retornat a Catalunya es dedicà a la gestió del seu nombrós patrimoni i al comerç del vi. Va accedir a l'alcaldia de Reus amb el suport de Serrano Súñer, de qui era amic personal. Va ser el primer alcalde que compartiria el càrrec amb el de cap local del Movimiento. Valls va ser Procurador a Corts a la Primera Legislatura de les Corts Espanyoles, nomenat per la Diputació de Tarragona en representació dels municipis de la província.
Durant el seu mandat es va fer la primera "Fira de Mostres" a Reus (1942), es va reobrir "El Círcol", una entitat recreativa que va tenir els locals requisats fins al 1945. Es va començar la reconstrucció urbanística de la ciutat i a través del Instituto Nacional de la Vivienda, van començar a construir-se les Cases Barates. També es va 
regularitzar la situació del ferrocarril i es va començar a construir el Mercat Central. El 18 de desembre de 1947 va presentar la dimissió per tensions reiterades amb el governador civil de la província. Va ser substituït l'endemà per Pere Miralles Casals.
Més endavant, a finals dels anys seixanta, va ser president del Col·legi de Farmacèutics de Madrid.